# Депигментация
Депигментация кожи (лат. pigmentation) — это утрата кожей свойства пигментации. Потеря пигмента может быть частичной, как, например, после получения различных повреждений кожи, либо же полной, как, например, витилиго. Потеря пигмента чаще всего проявляется изменением цвета кожи на светлый, практически белый.
Депигментация кожи может быть временной, как, например, после лишая, либо постоянной, как, например, при альбинизме. То есть, к первичной депигментации можно отнести альбинизм и витилиго, а вторичная депигментация может развиться после перенесенных кожных заболеваний, таких как лишай, юношеские угри, также химических ожогов щелочью, кислотой и др.
Одной из преобладающих причин возникновения депигментации кожи является витилиго. Врожденной формой депигментации является альбинизм. Кожа людей, имеющих этот порок развития, отличается бело-розовым цветом, волосы у них белые, зрачки красные. Они очень чувствительны к ультрафиолетовым лучам.

## Заболевания, при которых возникает депигментация кожи
- Витилиго
- Альбинизм (врождённое)
- Себорейная экзема
- Лишай (временное возникновение после перенесения заболевания)
- Стрептодермия (временное возникновение после перенесения заболевания)
- Коронавирусная инфекция COVID-19 (не у всех заболевших)

## Врачи, которые специализируются на исследовании больных депигментацией кожи
- Дерматолог